# 空難餘波
《空難餘波》（英語：Aftermath，前稱作）是一部2017年美國驚悚片，由艾略特·萊斯特執導，哈維爾·古隆編劇。電影主演包括阿諾·史瓦辛格、史考特·麥奈利、瑪姬·格蕾斯、馬丁·唐納文和凱文·席格斯。改编自于伯林根空难及维利·卡洛耶夫的相关事迹。該片定於2017年4月7日在美國上映，由獅門首映發行。

## 劇情
故事敘述羅曼在一場飛機失事中失去了他的妻子和孩子，而當時為空中交通管制員傑克·波南斯值勤。儘管羅曼指責了傑克，而塔台也受到公眾的批評，但羅曼仍感到事情不太對勁，使得他必須以自己的方法找出真相、甚至是復仇。

## 演員
- 阿諾·史瓦辛格 飾 羅曼（Roman）（角色原型：维利·卡洛耶夫）
- 史考特·麥奈利 飾 傑克·波南斯（Jake Bonanos）
- 瑪姬·格蕾斯 飾 克里斯汀娜（Christina）
- 凱文·席格斯 飾 約翰·古利克（John Gullick）
- 漢娜·薇兒（英语：Hannah Ware） 飾 泰莎（Tessa）
- 馬丁·唐納文 飾 羅伯（Robert）

## 發行
在美國，電影定於2017年4月7日上映，由獅門首映負責發行。

### 評價
《空難餘波》獲得了褒貶不一的評價。爛番茄基於29條評論，新鮮度38%，平均得分5.1／10。在Metacritic上，電影獲得了41分。

## 事件原型
本片是改編自烏柏林根空難及其後續事件。該起事件後，航管員被遇難者家屬刺殺，但事故調查中認為是航管中心的疏失所致。

## 外部連結
- 互联网电影数据库（IMDb）上《空難餘波》的资料（英文）
- 时光网上《空難餘波》的資料（简体中文）
- 豆瓣电影上《空難餘波》的資料 （简体中文）